# Skein
Skein — алгоритм хеширования переменной разрядности, разработанный группой авторов во главе с Брюсом Шнайером. Хеш-функция Skein выполнена как универсальный криптографический примитив, на основе блочного шифра Threefish, работающего в режиме UBI-хеширования. Основные требования, предъявлявшиеся при разработке — оптимизация под минимальное использование памяти, криптографически безопасное хеширование небольших сообщений, устойчивость ко всем существующим атакам на хеш-функции, оптимизация под 64-разрядные процессоры и активное использование обращений к таблицам.

## История
Skein была создана в 2008 году группой авторов во главе с Брюсом Шнайером и вошла в пятёрку финалистов конкурса SHA-3, однако в 2012 в финале победителем был выбран алгоритм Keccak, наиболее производительный и нечувствительный к уязвимостям SHA-2. Название хеш-функции Skein означает «моток пряжи».

## Алгоритм

### Threefish Block
Threefish — это настраиваемый блочный шифр, определённый для блоков размером 256, 512 и 1024 бит. Шифр реализован в виде подстановочно-перестановочной сети. В основе шифра лежит простая функция MIX, принимающая на вход два 64-битных слова и состоящая из блоков сложения, циклического сдвига на константу, и сложения по модулю 2 (XOR). Используется 72 раунда для 256-битного и 512-битного шифра, и 80 раундов для 1024-битного шифра. Между раундами происходит перестановка слов, а каждые четыре раунда добавляется ключ, за счёт чего появляется нелинейность.

### UBI
Threefish в Skein используется в режиме UBI (Unique Block Iteration) хеширования. Режим UBI — это разновидность режима Matyas-Meyer-Oseas.[1] Каждое звено UBI комбинирует входные сообщения с предыдущего звена цепи с последовательностью произвольной длины и устанавливает на выходе значение фиксированного размера. Сообщение, передающееся между звеньями (твик), содержит информацию о том, сколько байт было обработано, флаги начала и конца цепочки, и поле типа данных, которое позволяет различать сферы применения UBI. UBI гарантирует невоспроизводимость результата хеширования одного и того же сообщения и дополнительную защиту за счёт того, что на вход хеш-функции и шифра попадают одни и те же сообщения.
UBI устроен следующим образом. Каждое звено цепи — это функция {\displaystyle f(G,M,T_{s})}
{\displaystyle G} — начальное {\displaystyle N_{b}}-байтное значение
{\displaystyle M} — сообщение, представленное строкой байт (длина этой строки может быть произвольной, но максимум {\displaystyle 2^{99}-8} бит)
{\displaystyle T_{s}} — стартовое значение твика целочисленного типа (128 бит).
Твик содержит следующие поля:
- Position — количество уже обработанных байт.
- Reserved — зарезервированные нулевые биты
- TreeLevel — позиция в дереве хеширования, либо ноль, если этот способ хеширования не применяется.
- BitPad — флаг, который поднимается в случае, если в блоке обрабатывался последний байт входного сообщения, которое содержит не целое число байт. В остальных случаях поле имеет значение 0.
- Type тип вызова UBI. Возможные значения см. ниже.
- First — флаг начала цепочки.
- Final — флаг конца цепочки.

Вычисления происходят следующим образом. Если количество бит {\displaystyle M} делится на 8, то положим {\displaystyle B=0} и {\displaystyle M'=M}. Если количество бит {\displaystyle M} не делится на 8, то дополним последний (неполный) байт следующим образом: старшему неиспользуемому биту присвоим значение 1, остальным 0 положим {\displaystyle B=1} и {\displaystyle M'=M} с учётом дополненного байта. {\displaystyle N_{M}} — это число байт в {\displaystyle M'}. Входное значение ограничено {\displaystyle N_{M}<2^{96}}. Далее дополним {\displaystyle M'} нулями так, чтобы количество бит {\displaystyle M'}, было кратно {\displaystyle N_{b}} и назовём полученный результат {\displaystyle M''}. Разобьём {\displaystyle M''} на {\displaystyle k} блоков по {\displaystyle N_{b}} байт каждый. Значение UBI вычисляется так:
{\displaystyle H_{0}=G}
{\displaystyle H_{i+1}=E(H_{i};ToBytes(T_{s}+min(N_{M};(i+1)N_{b})+a_{i}2^{126}+b_{i}(B2^{119}+2^{127});16);M_{i})\bigoplus M_{i}},
где {\displaystyle E} — функция вычисления блочного шифра, {\displaystyle a_{0}=b_{k-1}=1}, остальные {\displaystyle a_{i}=b_{i}=0}
Твик вычисляется по формуле:
{\displaystyle T_{s}+min(N_{M};(i+1)N_{b})+a_{i}2^{126}+b_{i}(B2^{119}+2^{127})}
Первое слагаемое определяет поля TreeLevel и Type, второе — поле Position, третье — выставляет флаг First, четвёртое — флаги Final и BitPad.

### Дополнительные аргументы
В поле Type путём присвоения соответствующего значения {\displaystyle T_{s}} могут быть заданы следующие параметры
- Key (Ключ). Используется в случае, если Skein работает как MAC или KDF. Вызов UBI с этим параметром происходит первым, чтобы использовать дополнительные возможности защиты.
- Configuration (Конфигурация). Используется всегда. Задаёт размер выходного значения и параметры для поддержки дерева хеширования.
- Personalisation (Персонализация). Параметр, который используется, если для разных пользователей требуются разные функции.
- Public Key (Открытый ключ). Используется для хеширования открытого ключа для подписи сообщения.
- Key Derivation Identifer.
- Nonce. Используется для работы в режиме потокового шифра
- Message (Сообщение). Сообщение для хеширования
- Output (Выход). Используется всегда, указывает на выходное преобразование.

### Skein
В окончательном варианте вычисление Skein происходит следующим образом. Skein имеет следующие входные аргументы:
- {\displaystyle N_{b}} Внутренний размер в байтах. Может принимать значения 32, 64, or 128.
- {\displaystyle N_{0}} Размер выходного значения в битах.
- {\displaystyle K} Ключ длиной {\displaystyle N_{k}} байт. Может быть пустой строкой.
- {\displaystyle Y_{l}} Размер листа дерева хеширования.
- {\displaystyle Y_{f}} Коэффициент разветвления дерева.
- {\displaystyle Y_{m}} Максимальная высота дерева
- {\displaystyle L} Список из {\displaystyle t} наборов ({\displaystyle T_{i}}, {\displaystyle M_{i}}) где {\displaystyle T_{i}} — значение поля Type, {\displaystyle M_{i}} — строка байт.

Сначала генерируется ключ {\displaystyle K'}. Если {\displaystyle K} — пустая строка, то начальное значение :{\displaystyle K'=0^{N_{b}}}. Если нет, то {\displaystyle K'} вычисляется так:
{\displaystyle K'=UBI(0^{N_{b}},K,T_{cfg}2^{120})}
Далее вычисления происходят по следующей схеме:
{\displaystyle G_{0}=UBI(K',C,T_{cfg}2^{120})}
Здесь {\displaystyle C} — конфигурационная строка, которая содержит идентификатор (он нужен, чтобы различать разные функции, созданные на основе UBI), информацию о версии, длине выходного значения, параметрах дерева.
{\displaystyle G_{i+1}=UBI(G_{i},M_{i},T_{i}2^{120})}
Окончательный результат определяется так называемой функцией {\displaystyle Output(G_{t},N_{0})}, которая определяется, как ведущие {\displaystyle N_{0}/8} байт выражения
{\displaystyle UBI(G,ToBytes(0,8),T_{out}2^{120})\|UBI(G,ToBytes(1,8),T_{out}2^{120})\|...}
Если параметры {\displaystyle Y_{l}}, {\displaystyle Y_{f}}, {\displaystyle Y_{m}} ненулевые, то вычисления производятся иначе.
Определяется размер листа дерева как {\displaystyle N_{l}=N_{b}2^{Y_{l}}} и размер узла как {\displaystyle N_{n}=N_{b}2^{Y_{f}}}.
Сообщение l-го уровня {\displaystyle M_{l}} делится на блоки {\displaystyle M_{li}} размером {\displaystyle 8N_{l}} и вычисляется следующий уровень дерева, как слияние по всем {\displaystyle i\in (0,k-1)}
{\displaystyle M_{1+1}=UBI(G,M_{li},iNn+(l+1)2^{112}+T_{msg}2^{120})}
Если же длина {\displaystyle M_{l}} равна {\displaystyle N_{b}}, то хеширование окончено и его результат {\displaystyle G_{0}=M_{l}}. Если длина {\displaystyle M_{l}} больше {\displaystyle N_{b}}, но {\displaystyle l=Y_{m}-1}, достигнута максимальная высота дерево, и в этом случае результат хеширования {\displaystyle G_{0}=UBI(G,M_{l},Y_{m}2^{112}+T_{msg}2^{120})}.
Также существует упрощённая версия Skein с аргументами {\displaystyle N_{b}}, {\displaystyle N_{0}}, {\displaystyle M}. Поле Type может принимать только значения Cfg и Msg

## Криптоанализ
В 2009 году коллектив авторов исследовал Threefish, как важную часть Skein, на криптоустойчивость. Совокупно с исследованиями создателей , они пришли к результату, указанному в таблице.
| Кол-во раундов | Время  | Память | Вид криптоанализа                         |
| -------------- | ------ | ------ | ----------------------------------------- |
| 8              | 1      | -      | 511-битная псевдоколлизия                 |
| 16             | 26     | -      | 459-битная псевдоколлизия                 |
| 17             | 224    | -      | 434-битная псевдоколлизия                 |
| 17             | 28,6   | -      | Related-key distinguisher                 |
| 21             | 23.4   | -      | Related-key distinguisher                 |
| 21             | -      | -      | Related-key impossible diﬀerential        |
| 25             | ?      | -      | Related-key key recovery (conjectured)    |
| 25             | 2416.6 | -      | Related-key key recovery                  |
| 26             | 2507.8 | -      | Related-key key recovery                  |
| 32             | 2312   | 271    | Related-key boomerang key recovery        |
| 34             | 2398   | -      | Related-key boomerang distinguisher       |
| 35             | 2478   | -      | Known-related-key boomerang distinguisher |

Кроме того, ещё один коллектив авторов в 2010 году показал, что используя циклический криптоанализ, можно провести атаку на основе подобранного ключа на Threefish, но только если используется 53/57 раундов вместо 72. Для атаки на Skein этого недостаточно, поэтому предлагается совмещать циклический криптоанализ с дифференциальным.

## Быстродействие
Существуют реализации Skein для трёх вариантов значения внутреннего состояния: 256, 512 и 1024 бит. Основным вариантом считается Skein-512, который может быть безопасно использован для всех криптографических приложений в обозримом будущем. 1024-битный вариант ещё более безопасен и в существующих аппаратных реализациях работает в два раза быстрее. Skein-256 — оптимальный вариант для использования в устройствах с малым объёмом памяти (например, в смарт-картах), так как требует только 100 байт ОЗУ, в отличие от Skein-512, требующей 200 байт. В связи с устройством Threefish, Skein работает быстрее всего на 64-битных процессорах. В таблице ниже приведена сравнительная характеристика быстродействия Skein и алгоритмов SHA. В таблице показана скорость (в тактах на байт) реализации на языке Си на 64-битном процессоре.
| Алгоритм/Длина сообщения (байт) | 1    | 10    | 100  | 1000 | 10000 | 100000 |
| ------------------------------- | ---- | ----- | ---- | ---- | ----- | ------ |
| Skein-256                       | 774  | 77    | 16,6 | 9,8  | 9,2   | 9,2    |
| Skein-512                       | 1086 | 110   | 15,6 | 7,3  | 6,6   | 6,5    |
| Skein-1024                      | 3295 | 330   | 33,2 | 14,2 | 12,3  | 12,3   |
| SHA-1                           | 677  | 74,2  | 14,0 | 10,4 | 10,0  | 10,0   |
| SHA-224                         | 1379 | 143,1 | 27,4 | 20,7 | 20,1  | 20,0   |
| SHA-256                         | 1405 | 145,7 | 77,6 | 20,7 | 20,1  | 20,0   |
| SHA-384                         | 1821 | 187,3 | 19,6 | 13,7 | 13,4  | 13,3   |
| SHA-512                         | 1899 | 192,5 | 20,6 | 13,8 | 13,4  | 13,3   |

Как видно из таблицы, Skein работает в два раза быстрее, чем SHA-512.

## Применение
Область применения Skein достаточно широка. Используя сообщение и ключ в качестве соответствующих входов, можно вычислить MAC. Возможно использование в качестве хеш-функции для вычисления HMAC. При помощи аргумента Nonce использовать Skein в режиме поточного шифра. Также возможно применение в качестве генератора псевдослучайных чисел, например, в алгоритмах Fortuna и Yarrow, в качестве Key Derivation Function и Password-Based Key Derivation Function(используя аргументы Key и Key Derivation Identifer ), в качестве хеш-функции для вычисления электронной подписи (подразумевается использование аргумента Public Key).
При помощи аргумента Personalisation все приложения Skein могут быть персонифицированы для конкретного пользователя. Например для приложения FOO строка персонализации в UTF8 Unicode может выглядеть так
20081031 somebody@example.com FOO/bar,
где bar — персонификация внутри приложения.

## Примеры хешей Skein
Значения разных вариантов хеша от пустой строки.
```
Skein256-224("")
0x 0fadf1fa39e3837a95b3660b4184d9c2f3cfc94b55d8e7a083278bf8

Skein256-256("")
0x c8877087da56e072870daa843f176e9453115929094c3a40c463a196c29bf7ba

Skein512-224("")
0x 1541ae9fc3ebe24eb758ccb1fd60c2c31a9ebfe65b220086e7819e25

Skein512-256("")
0x 39ccc4554a8b31853b9de7a1fe638a24cce6b35a55f2431009e18780335d2621

Skein512-384("")
0x dd5aaf4589dc227bd1eb7bc68771f5baeaa3586ef6c7680167a023ec8ce26980f06c4082c488b4ac9ef313f8cbe70808

Skein512-512("")
0x bc5b4c50925519c290cc634277ae3d6257212395cba733bbad37a4af0fa06af4
   1fca7903d06564fea7a2d3730dbdb80c1f85562dfcc070334ea4d1d9e72cba7a

Skein1024-384("")
0x 1fdb081963b960e89eaa11b87dda55e8a55a3e1066b30e38d8ae2a45242f7dadfaf06d80ca8a73cd8242ce5eab84c164

Skein1024-512("")
0x e2943eb0bc0efabd49503a76edf7cfcf072db25bad94ed44fe537284163f3119
   c47ac6f78699b4272255966e0aba65c75a0a64bd23df6996d1bc3174afd9fa8b

Skein1024-1024("")
0x 0fff9563bb3279289227ac77d319b6fff8d7e9f09da1247b72a0a265cd6d2a62
   645ad547ed8193db48cff847c06494a03f55666d3b47eb4c20456c9373c86297
   d630d5578ebd34cb40991578f9f52b18003efa35d3da6553ff35db91b81ab890
   bec1b189b7f52cb2a783ebb7d823d725b0b4a71f6824e88f68f982eefc6d19c6
```

Малое изменение сообщения с большой вероятностью приводит к значительным изменениям в значении хеш-функции благодаря лавинному эффекту, как показано в следующем примере:
```
Skein512-256("The quick brown fox jumps over the lazy dog")
0x b3250457e05d3060b1a4bbc1428bc75a3f525ca389aeab96cfa34638d96e492a

Skein512-256("The quick brown fox jumps over the lazy dog.")
0x 41e829d7fca71c7d7154ed8fc8a069f274dd664ae0ed29d365d919f4e575eebb
```